# 關子嶺會議
關子嶺會議是於1960年6月19日在台南關子嶺召開的秘密會議，參與者包括羅福全、蔡同榮、張燦鍙、侯榮邦、陳榮成、黃崑虎等人，參與者有六十餘人，內容多與台灣獨立以及推翻國民政府有關。參與者絕大部分是台南一中與嘉義中學畢業後考取台大的學生。
但是由於會議參與者之一的劉家順為警備總部逮捕，而向警總吐露關子嶺會議的內容，使得政府方面得以知道該次秘密會議，參與關子嶺會議的學生不少都被列入黑名單而無法返國，劉家順也遭判處有期徒刑十年。會議的參與者赴美後也多參與台灣獨立運動。